# Route de la Bonette
Pour les articles homonymes, voir Bonette.
La route de la Bonette relie la vallée de l'Ubaye (Alpes-de-Haute-Provence) à celle de la Tinée (Alpes-Maritimes) par le col de la Bonette dans les Alpes françaises. Elle permet une liaison entre Grenoble et Nice proche de la frontière franco-italienne. Une bonne partie de la route entre Jausiers et Saint-Étienne-de-Tinée est située en zone protégée du Parc national du Mercantour.
La partie des Alpes-de-Haute-Provence est une route communale (C1) et la partie des Alpes-Maritimes est une Route métropolitaine (M2205).
La route est fermée en hiver.

## Parcours
La route de la Bonette relie la vallée de l'Ubaye à Jausiers au niveau de la Route départementale D900 à la vallée de la Tinée à Saint-Étienne-de-Tinée, en passant par le faux col de Restefond (2 656 m) et quelques mètres en dessous du col de Restefond (2 680 m) sans toutefois l'emprunter.

## Histoire
À l'origine, la route n'était qu'un chemin muletier qui a été élargi à partir de 1832. La route est classée route impériale le 18 août 1860 par Napoléon III. La route actuelle ne fut achevée qu'en 1964.
Sur les deux versants du col de la Bonette subsistent les ruines de différents ensembles militaires appartenant à la ligne Maginot des Alpes, qui témoignent des tensions passées entre la France et l'Italie. Le camp des Fourches a ainsi été occupé jusqu'à la Seconde Guerre mondiale.
Il s'agit d'une route communale (C1) sur le versant des Alpes-de-Haute-Provence (au nord), depuis son abandon par l'armée, qui l'entretenait jusque-là, et d'une départementale (D64), devenue métropolitaine (M64) le 1er mars 2012 puis intégrée à la route M2205 en 2016, sur celui des Alpes-Maritimes (au sud) avec une déclivité de 8 %.

## Route la plus haute d'Europe?
Il existe une controverse sur le fait que la route de la Bonette soit, comme il est indiqué au pied du col, la plus haute d'Europe.
Le col de la Bonette s'élève à 2 715 m, il existe donc trois cols routiers alpins dont les altitudes sont supérieures à celui-ci : les cols de l'Iseran (2 764 m), du Stelvio (2 758 m) et Agnel (2 744 m). En revanche, depuis le col, une route permet de faire le tour de la cime de la Bonette (2 860 m). Cette route est appelée (improprement car ce n'est pas un col) col de la Cime de la Bonette et son point culminant atteint 2 802 m,,, ce qui en fait la route goudronnée la plus haute de France et la plus haute altitude atteinte par le Tour de France qui y est passé à cinq reprises (1962, 1964, 1993, 2008 et 2024).
Ce n'est cependant pas le point le plus élevé accessible en voiture dans les Alpes. La plus haute route goudronnée est le portail sud du tunnel de l'Ötztaler Gletscherstraße (en) (2 829 m), en Autriche, dans la région de Sölden. Cette route est plus large que celle de la Bonette, mais aussi plus raide. Elle est à péage, ouverte à la circulation publique et conduit à deux centres de ski d'été, avec restaurants, grands parkings et centres commerciaux. La piste menant à l'observatoire astronomique situé sous le sommet du pic de Château Renard dans le Queyras atteint 2 930 m reste accessible à des voitures de tourisme (mais elle n'est pas goudronnée). De nombreux endroits situés dans des stations de ski permettent également à des véhicules tout-terrain d'atteindre des altitudes élevées. Par exemple, il est possible d'atteindre un point proche du Grand Col (2 935 m) au-dessus de la station des Arcs 2000 en véhicule tout-terrain. En Italie, la route du col Sommeiller, situé à la frontière franco-italienne au-dessus de Bardonnèche, atteint les 2 993 m. Le col du Jandri, 3 126 m, est également accessible aux véhicules tout-terrain à partir des Deux Alpes.
La route la plus haute d'Europe hors Caucase est celle menant de la station de ski de Pradollano puis au sommet du Pico Veleta (3 396 m) dans la sierra Nevada, non loin de la ville de Grenade dans le sud de l'Espagne, mais elle n'est pas ouverte aux automobiles. Les plus hautes routes praticables recensées sont l'Umling La (5 799 m) en Inde, le col de Suge (Suge La, à l'ouest de Lhasa) 5 430 m et le col de Semo (Semo La) 5 565 m entre Raka et Coqen au Tibet.

Vues de la route de la Bonette
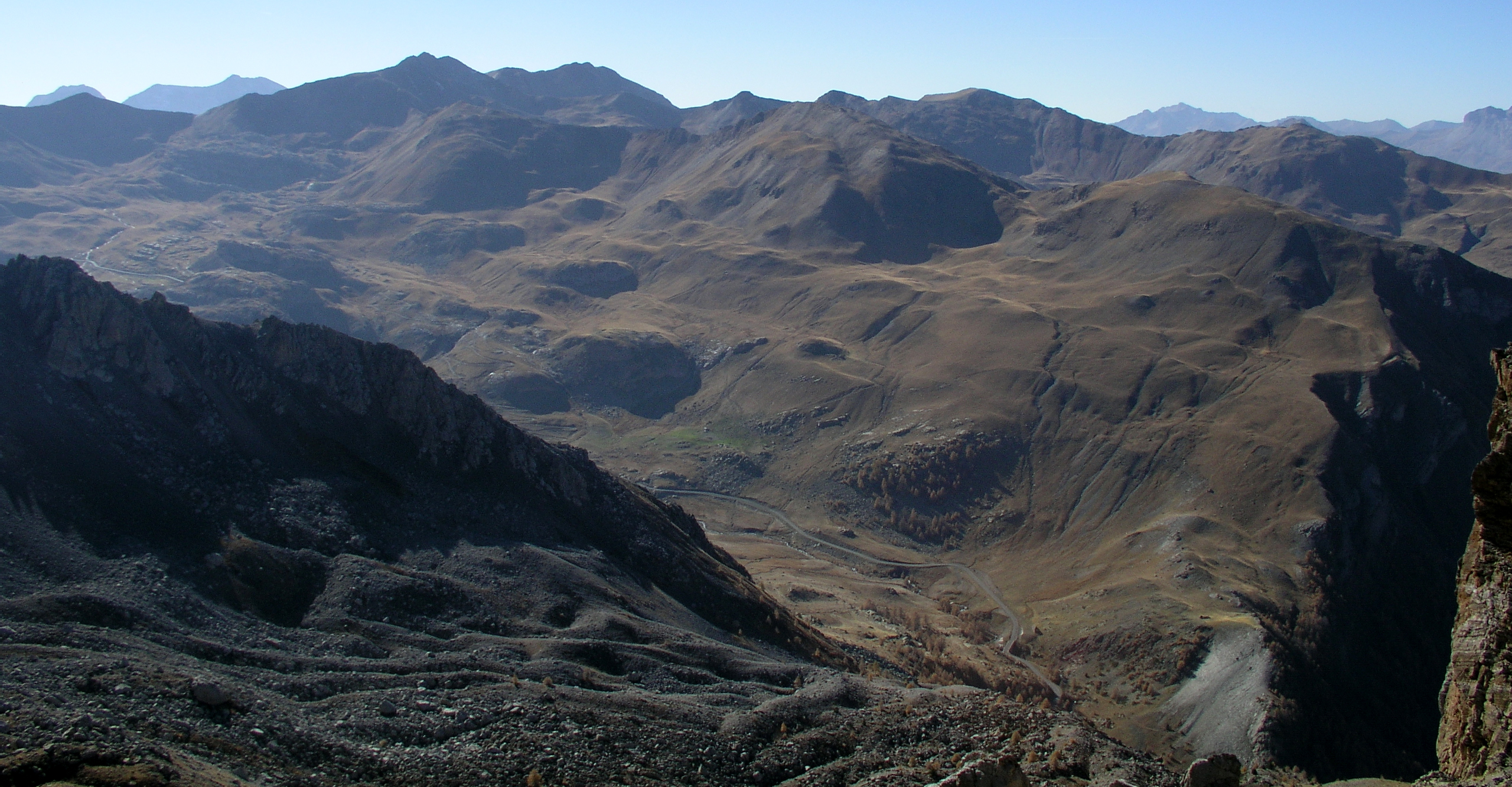
La route de la Bonette depuis l'Empéloutier.
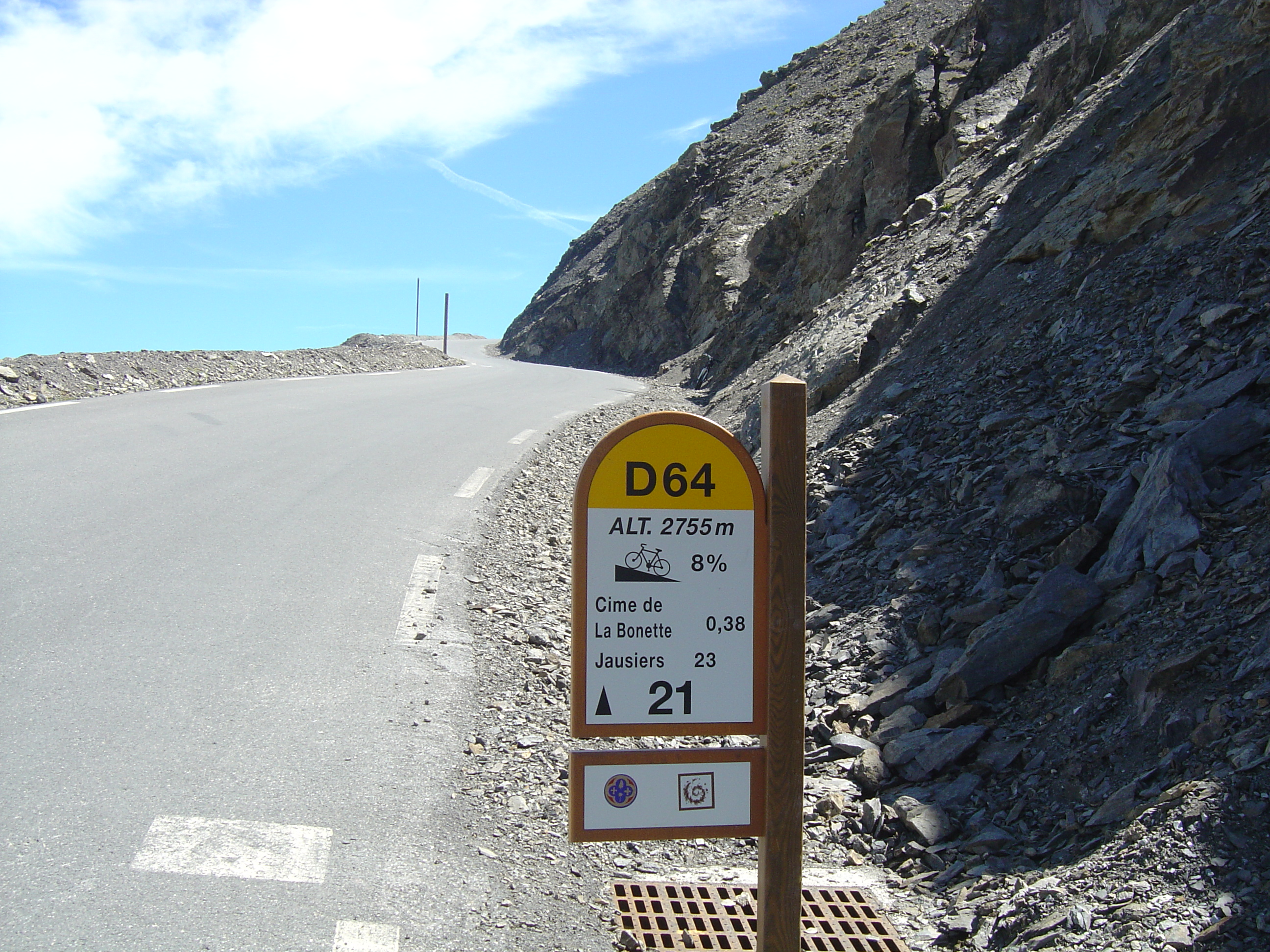
La route M2205 (ex-D64) près du col de la Bonette. Sur la borne, il est affiché un pourcentage de montée de 8 %.
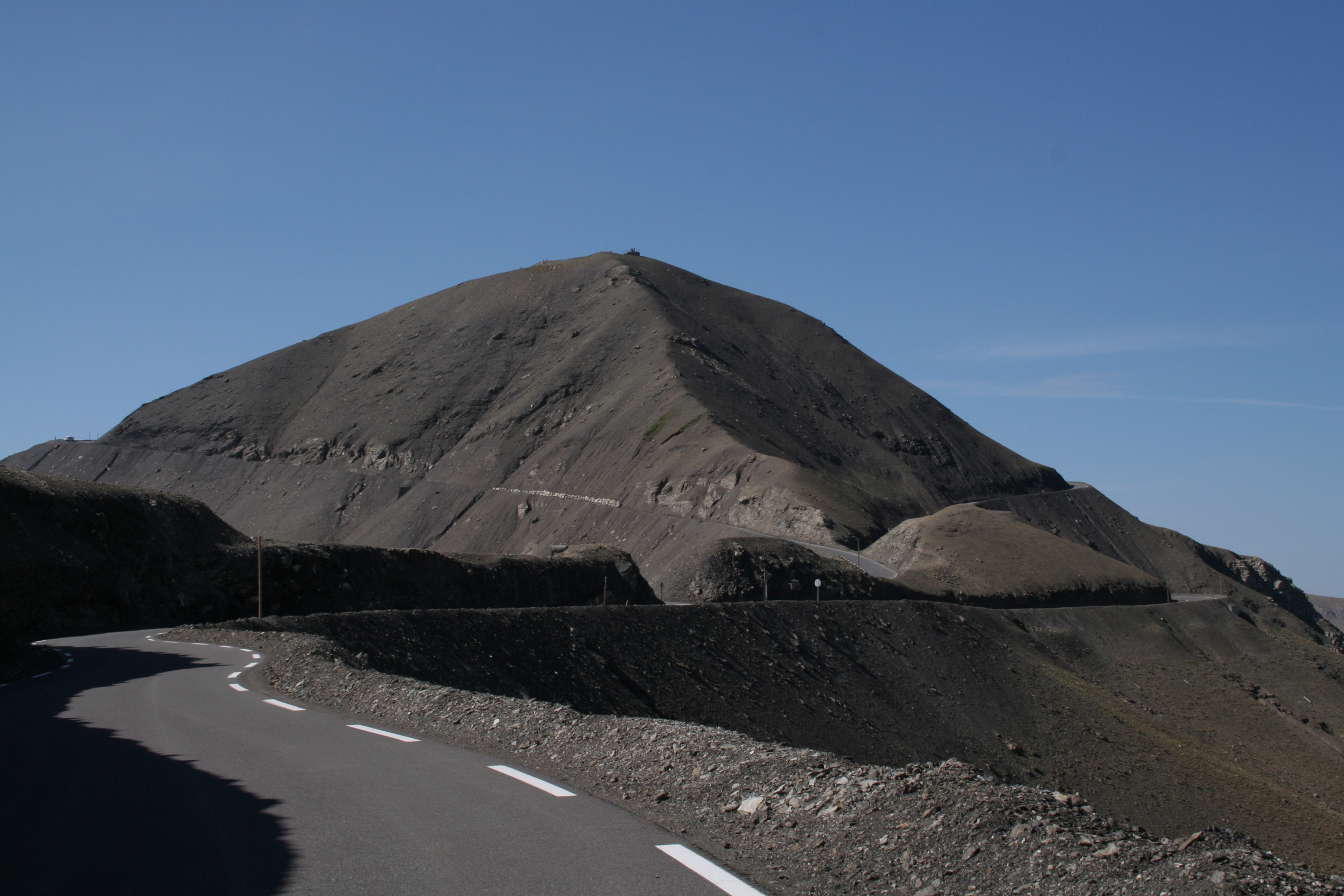
La route près du col de la Bonette.
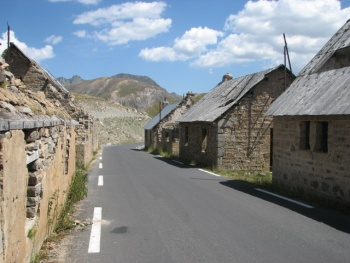
La route traversant le camp des Fourches.